# 彰化縣立體育場
彰化縣立體育場（Changhua County Stadium）位於臺灣彰化縣彰化市的八卦山山麓上，為彰化縣的一個公眾體育場和縣的慶典和各種活動中心。
體育場佔地約17公頃，以3個主場地為主，包括可容納3萬人的田徑場、8千人的體育館及3千人的游泳池，加上八卦山棒球場和健興網球場等，1984年開始施工，歷時一年三個月完工，隸屬於彰化縣政府教育處體育設施科。從2017年開始成為寶島夢想家的主場館。

## 圖集

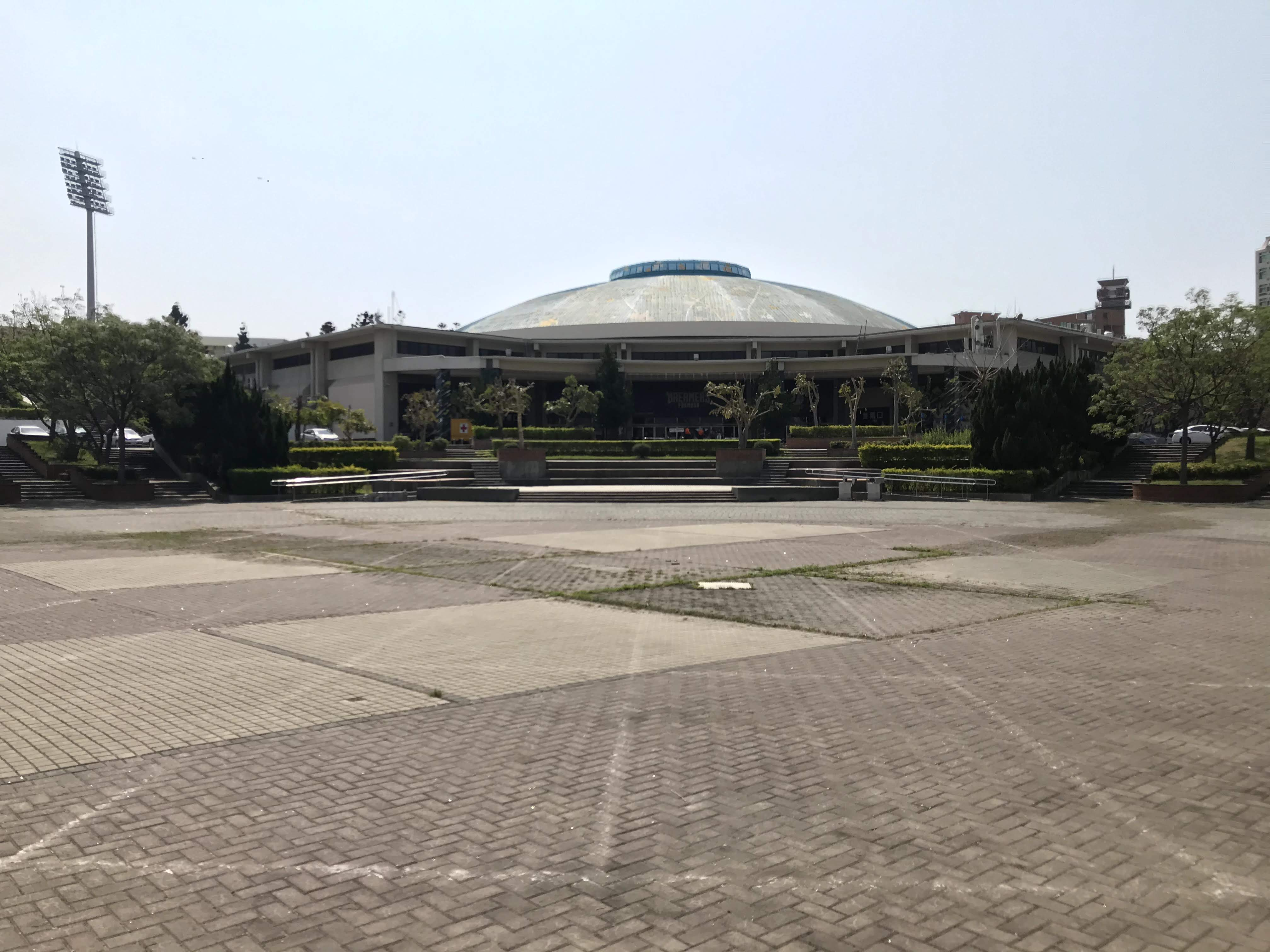
體育館
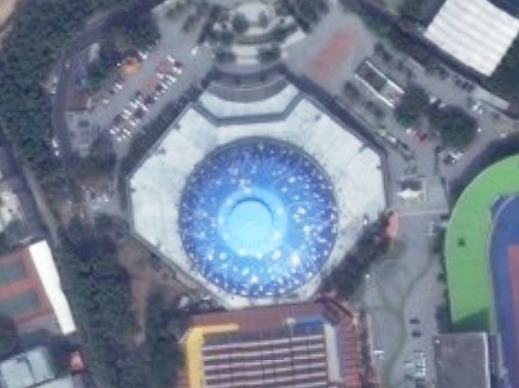
體育館空拍
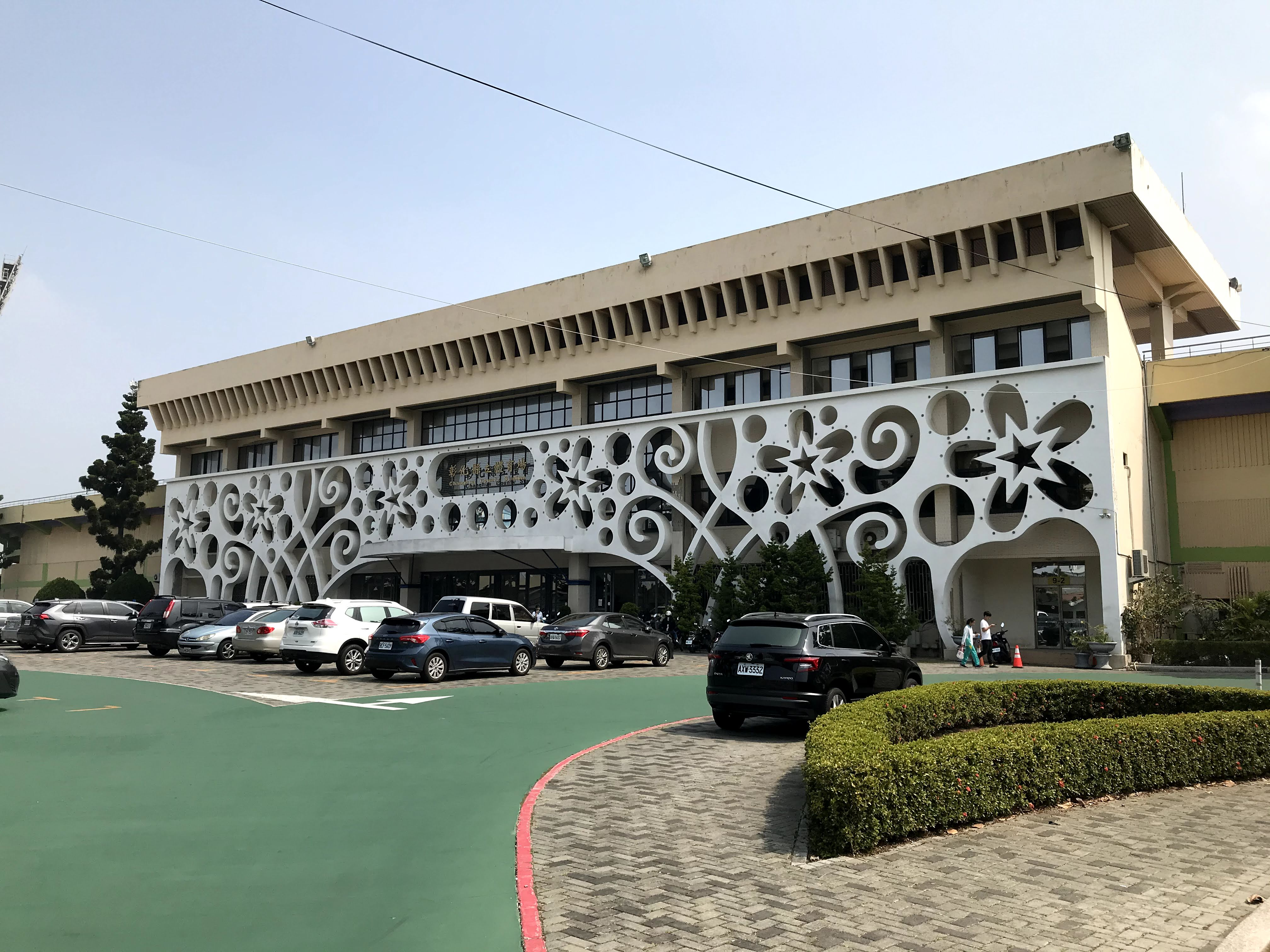
田徑場
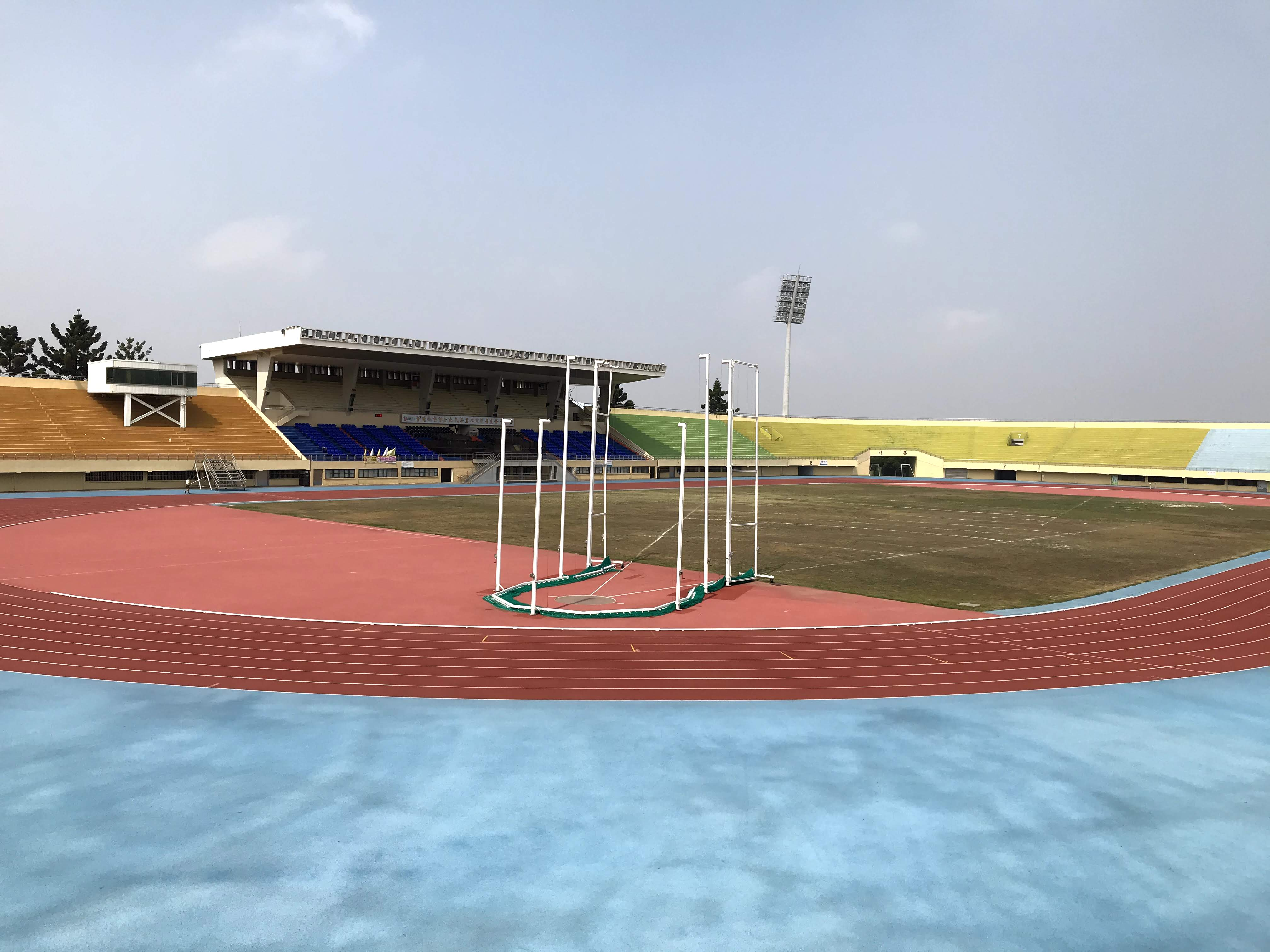
田徑場